# Koninklijk Verbond van Ondernemers
Het Koninklijk Verbond van Ondernemers (KVO) was een werkgeversorganisatie voor kleine en zelfstandige ondernemers. Deze werd in 1968 gevormd als een fusie van het Koninklijke Nederlandse Middenstandsbond en het Nederlands Verbond van Middenstandsondernemingen. In 1977 ging de organisatie met het Nederlands Katholiek Ondernemersverbond op in het Koninklijk Nederlands Ondernemersverbond.